# Leão (Campos Novos)
Leão, ou ainda Barra do Leão, é um distrito do município brasileiro de Campos Novos, no interior do estado de Santa Catarina. Segundo o censo demográfico de 2022, realizado pelo Instituto Brasileiro de Geografia e Estatística (IBGE), sua população era de 1 019 habitantes e havia 363 domicílios particulares permanentes ocupados. Foi criado pela lei nº 941 de 31 de dezembro de 1943.
De acordo com o IBGE, em 2010 a população era de 1 153 habitantes e havia 426 domicílios particulares.